# 冨田幸光
冨田 幸光（富田 幸光、とみだ ゆきみつ、1950年4月18日- ）は、日本の古生物学者、国立科学博物館名誉研究員。

## 人物
愛知県生まれ。東海中学校・高等学校時代に化石に興味を持つ。1973年横浜国立大学教育学部卒業、1980年アリゾナ大学大学院博士課程単位取得退学、1985年アリゾナ大学ph.D.。1981年国立科学博物館地学研究部研究官、1992年同地学研究部主任研究官。1994年同地学研究部古生物第三研究室室長。定年後、名誉研究員。
北アメリカと日本の古第三紀小型哺乳類の系統分類や古生物地理学的研究、アジア（とくにゴビ砂漠）産恐竜類の系統分類・解剖学的研究、および岐阜県可児市の中新統産齧歯類を中心とする小型哺乳類化石群を、中国、北アメリカ、ヨーロッパの同様な化石群と比較して、その系統関係や古生物地理を研究している。
また、NHKで放送された恐竜SFドラマ『プライミーバル』や『恐竜たちの大移動 〜スカーとパッチの物語〜』の日本語版制作において古生物監修を行っている。

## 著書
- 『恐竜とわれら哺乳類』岩波科学ライブラリー 1996
- 『恐竜たちの地球 カラー版』岩波新書 1999
- 『絶滅した哺乳類たち』伊藤丙雄,岡本泰子イラスト 丸善 2002
- 『絶滅哺乳類図鑑』伊藤丙雄, 岡本泰子イラスト 丸善 2002

### 共著・監修
- 『恐竜は虹色だったか? たけしの「最新科学教室」』ビートたけし,橋本周司,田中修,上田恵介,村松照男,海部宣男,中込弥男,船山信次,吉村仁,有田正光共著 新潮社 2008
- 『化石・恐竜の大研究 なぞにせまる! 生命の記録を読みとこう』監修 PHP研究所 2009

監修はほか多数

### 翻訳
- ジェームス・ゴーマン ストーリー ダッグ・ヘンダーソン イラスト『マイア 恐竜物語』小畠郁生共訳 サンリオ 1988
- Alan Turner, Mauricio Anton『図説アフリカの哺乳類 その進化と古環境の変遷』丸善 2007

## 論文
- 国立情報学研究所収録論文 国立情報学研究所